# Pauxi
Pauxi é um gênero de aves da família Cracidae.

## Espécies
As seguintes espécies são reconhecidas:
- Pauxi pauxi (Linnaeus, 1766)
- Pauxi unicornis Bond & Meyer de Schauensee, 1939
- Pauxi koepckeae Weske & Terborgh, 1971

- P. koepckeae, tratado como uma subespécie de P. unicornis, foi elevada a espécie distinta em 2011.[2]